# バクー・フニクラ
バクー・フニクラ（アゼルバイジャン語: Bakı funikulyoru、英: Baku Funicular）は、アゼルバイジャンのバクーにあるケーブルカー・システムである。
当ケーブルカーは、Neftchilar AvenueとMartyrs' Laneの広場を結んでいる。

## 技術特性
- 線路の延長は455 meters (1,493 ft)である。

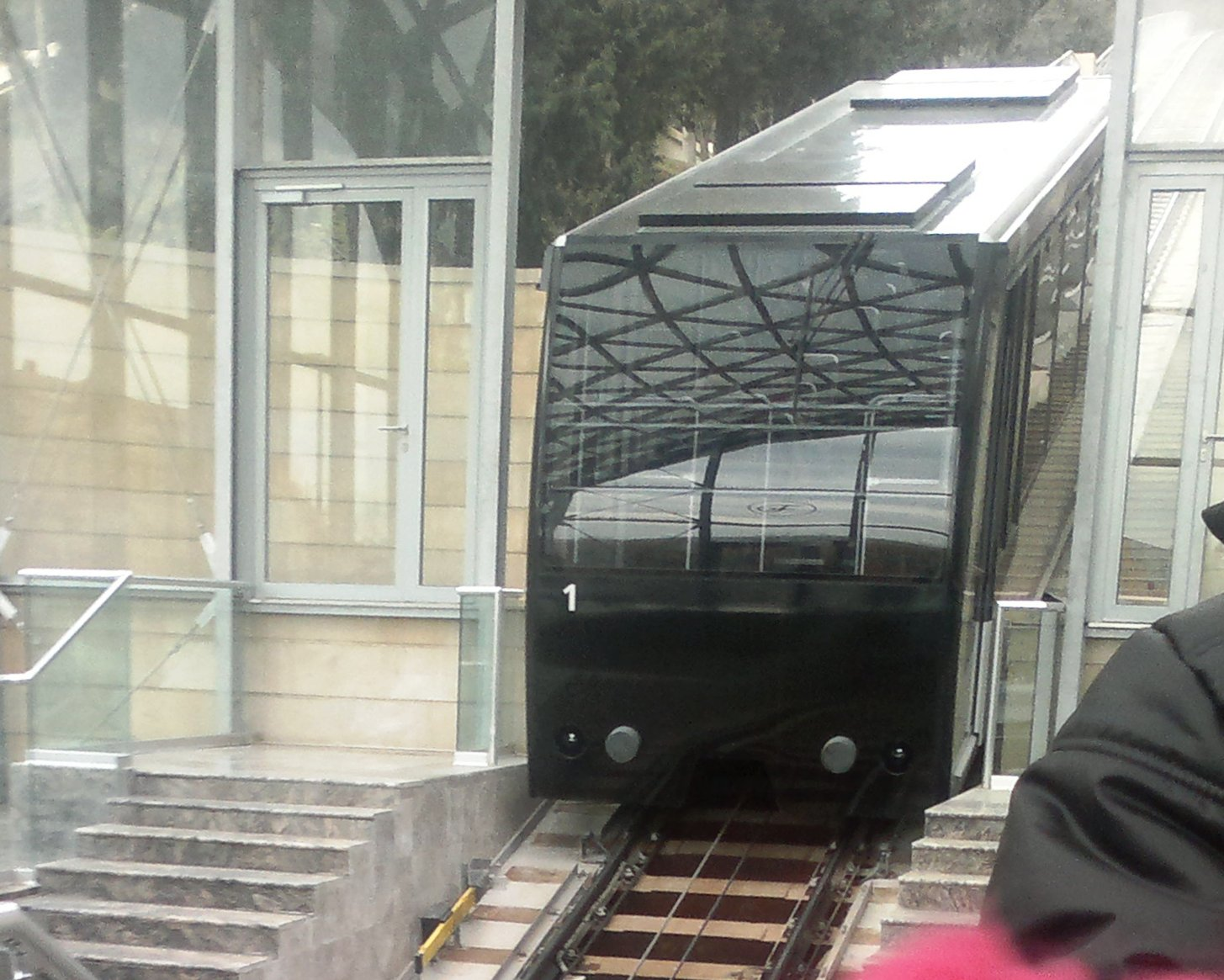
バクー・フニクラの列車（2014年）

- 線路は単線部分および列車交換場から成っている。
- 駅が2つあり、電力およびロープで駆動される。
- BF-1およびBF-2の客車2両が利用されている。
- 輸送能力は1日当たり2,000人である。
- 最高速度は2.5 m/s (8.2 ft/s)である。
- 客車の発車間隔は10分である。
- 駅間の列車運行時間は4分である。
- 営業時間は10:00 - 22:00である[2]
- 客車の定員は28人である。

## 歴史

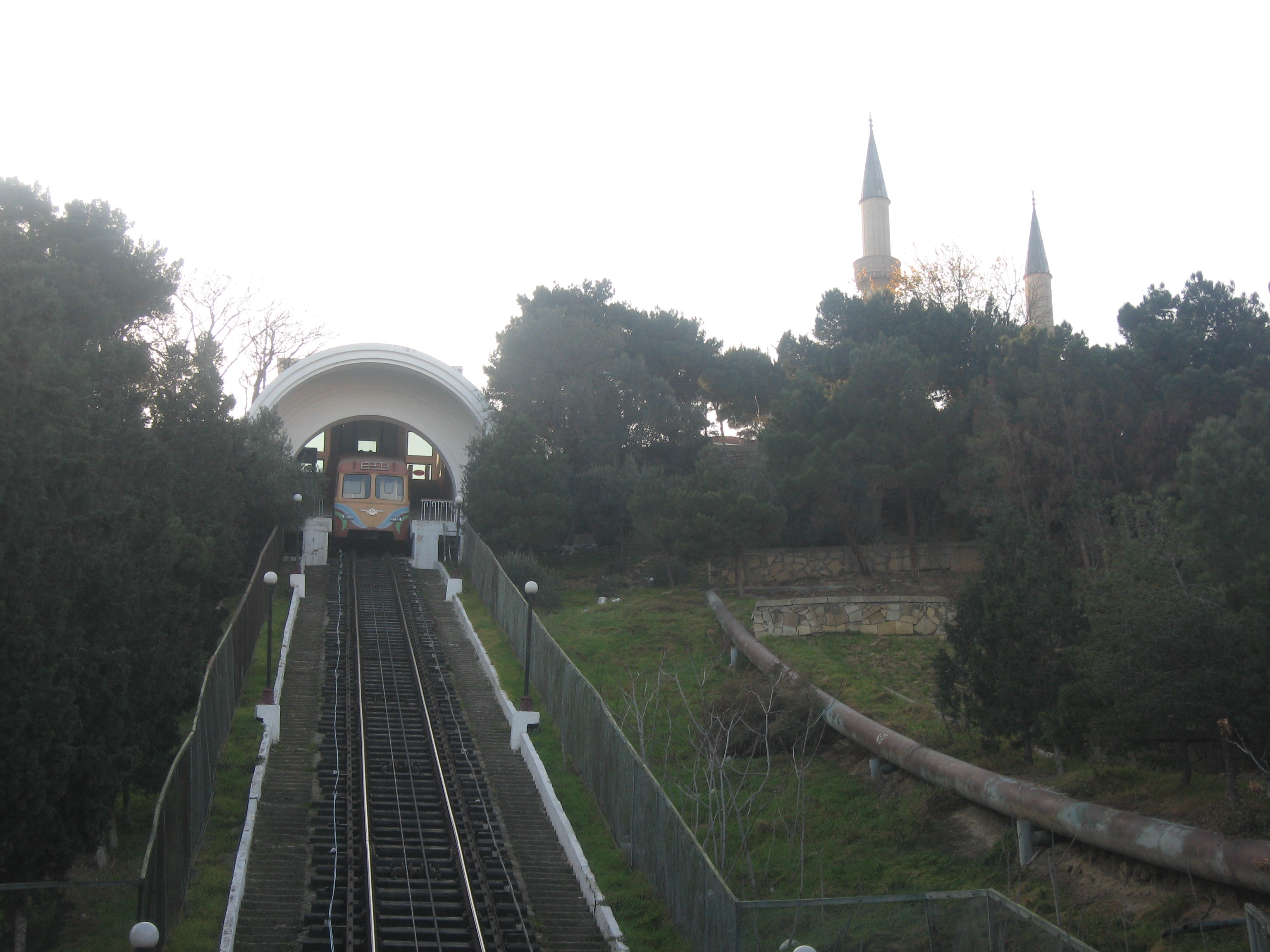
バクー・フニクラ（2008年）

当ケーブルカーは、Alish Lambaranskiの主導で建設された。
当ケーブルカーは、1960年に開業となった。
Tofig Ismayilovは、2006年より当ケーブルカーの責任者となっている。
ケーブルカーには、11人の職員がいる。
ソビエト時代には、ハルキウで製造された客車を当ケーブルカーでは利用していた。

## 近代のケーブルカー
当ケーブルカーは、数回修理されている。
当ケーブルカーは1980年代後半に閉鎖され、2001年に再開業した。
当ケーブルカーは、2001年および2007年に見事に修理された。
2011年4月に、当ケーブルカーは完全なる整備のために再び閉鎖され、2012年5月23日に再開業した。
当ケーブルカーには、「Bahram Gur」および「Martyrs’ Lane」と呼ばれる2つの駅がある。